# Lizt Alfonso
Lizt Herrera Alfonso (l'Havana, Cuba, 25 d'agost de 1967) més coneguda com a Lizt Alfonso, és una coreògrafa, directora i pedagoga cubana d'ampli reconeixement internacional. Fundadora, directora i coreògrafa de la seva pròpia companyia Lizt Alfonso Dance Cuba.

## Biografia
En 1976 va ingressar a l'Escola Nacional de Ballet Alejo Carpentier. El 1982 va ingressar a l'Institut Preuniversitari Saúl Delgado i es va integrar com a directora, professora i coreògrafa al conjunt Folklòric de la Societat Estudiantil Concepción Arenal i al grup de Dansa de la Unió Àrab de Cuba, així com a l'Escola de Danses Espanyoles, Ballet i Actuació del Centre ProDANZA, al Gran Teatre de l'Havana. En 1985 es va matricular en l'Institut Superior d'Art, en l'especialitat de Llicenciatura en Teatrologia i Dramatúrgia.
El 1991 va fundar la Litz Alfonso Dance Cuba, en la qual inicialment no hi havia dansaires masculins. Va ser notícia internacional quan la seva companyia va ser escollida per actuar a la Casa Blanca durant l'administració de Barack Obama. Ha gaudit de suport a Cuba i la seva escola de ball té 1000 alumnes. L'escola està oberta a tothom i cobreix un rang de diferents edats.
La seva companya de ball ha actuat a 100 ciutats a més de vint països davant 2.5 milions de persones. La seva coreografia inclou diferents estils de dansa des del ballet fins a les tradicions hispàniques de flamenc, salsa, cha-cha, rumba i bolero.
En 2018 va ser reconeguda amb un premi en ser incorporada al BBC 100 Women.